# Zee-engel
De zee-engel (voor 1995 gespeld als zeeëngel) (Squatina squatina) is een vis uit de familie van zee-engelen (Squatinidae) en behoort derhalve tot de orde van de zee-engelen (Squatiniformes). Hij heeft bijnamen als paddehaai, pakhaai of schoorhaai. 

## Eigenschappen
De haai kreeg zijn naam door zijn grote borstvinnen, zoals de vleugels van een engel, waardoor het silhouet van de haai doet denken aan een rog. De haai kan een lengte bereiken van 1,8 m (man) tot 2,4 m (vrouw). De soort is ovovivipaar: de vrouwtjes houden de bevruchte eitjes ongeveer tien maanden in hun lichaam. Een vrouwtje brengt per worp tussen 7 en 25 jongen voort. Deze jongen zijn bij geboorte ongeveer 20 cm lang.

## Leefomgeving
De zee-engel was vroeger een algemene zoutwatervis. De vis prefereert een gematigd klimaat en leeft hoofdzakelijk in de Atlantische Oceaan en komt ook voor in de Middellandse Zee. De soort komt voor op dieptes tussen 0 en 150 meter. Het is een soort haai die leeft op de zeebodem en, verborgen onder het zand of de modder, vanuit een hinderlaag jaagt op prooi (macrofauna en vis).
Langs de Nederlandse kunst is de zee-engel minder algemeen. De vis staat (nog) niet op de Nederlandse Rode Lijst.

## Relatie tot de mens
De zee-engel is voor de visserij van beperkt commercieel belang. Zoals alle haaien heeft deze vis veel te lijden onder de visserij met sleepnetten. Haaien hebben een lage voortplantingssnelheid (draagkrachtstrategen) waardoor bij visserij hun populaties veel sterker afnemen dan de populaties van de beenvissen zoals schol. Meestal is die visserij primair gericht op beenvissen zoals schol, tong en andere platvis. Een duurzame visserij op bijvoorbeeld de schol, waarbij deze vispopulatie ruim boven het biologisch niveau blijft, kan nog steeds schadelijk zijn voor bodembewonende haaiensoorten.
De soort is bijna volledig verdwenen uit de Middellandse Zee. Uit visserijstatistieken in het noordoostelijk deel van de Atlantische Oceaan blijkt dat aanlanding van zee-engelen in de jaren 1980 nog 15-20 ton was en in de jaren 1990 1 tot 2 ton, wat zou wijzen op een achteruitgang van meer dan 20% per jaar. De zee-engel staat daarom als kritiek (ernstig bedreigd) op de Rode Lijst van de IUCN.

Overigens kan de zee-engel met zijn scherpe tanden en flink formaat gevaarlijk zijn voor de mens.
- Video (met Spaanse beschrijving)